# 高雄空廚
高雄空廚股份有限公司（英語：Kaohsiung Airport Catering Services），簡稱高雄空廚、KACS，為高雄國際機場、臺北松山機場及臺中清泉崗機場之空中廚房公司，前身為復興航空所屬餐點事業之高雄餐工廠，目前主要股東為中華航空、立榮航空。因台灣高速鐵路通車造成國內航線大多停飛，而轉至部分百貨公司、量販店中的美食街經營專櫃，亦製作高鐵便當和經營部分便利商店鮮食。目前擁有南區航空事業部（高雄廠）、鮮食事業部（竹苗廠）、事業發展部（百貨賣場餐飲連鎖店面）、北區航空事業部（松山廠），員工人數已達800人。
高雄空廚為高雄國際機場的中華航空、立榮航空、長榮航空、華信航空、臺灣虎航、中國東方航空、中國南方航空、廈門航空、吉祥航空、越南航空、泰國微笑航空、國泰航空、澳門航空航班提供空中餐飲服務。

## 歷史
1993年，復興航空高雄餐工廠建立。
1999年，復興航空、中華航空及遠東航空合資成立高雄空廚。
2001年，高雄空廚併購立榮航空空廚部，成為台灣南部唯一空廚公司。
2002年，高雄空廚成立鮮食廠，代工統一超商鮮食產品。
2007年，高雄空廚開始往餐飲連鎖店發展，建立德國豬腳及蛋包飯專賣店。
2010年，高雄空廚位於台北松山機場的貴賓室正式營運。
2012年，高雄空廚獲選日本航空及中華航空之最佳餐點供應空廚。
2014年，高雄空廚成立台北松山廠，開始供應臺北松山機場機上餐點。
2014年，高雄空廚獲得港龍航空機上作業最值得信賴空廚獎。
2017年，原先為臺中清泉崗機場提供餐點的台中空廚無預警倒閉、並被民航局吊銷營業執照，高雄空廚隨即接手清泉崗機場之空廚業務。
2018年，中華航空以每股新台幣34元買下復興航空手上的高雄空廚股權，持有股權增加至71%。

### 相關事件
2012年，高雄空廚烘焙主廚武子靖在職期間，因參加電視節目只提及其創辦的莎士比亞麵包坊而未提到高雄空廚，高雄空廚認為他仍經營莎士比亞麵包坊、並擅自離職，提告其毀約，求償新台幣150萬元。武子靖反駁，聲稱其已將莎士比亞麵包坊經營權讓出，並認為高雄空廚濫用其照片、侵害肖像權。
2014年台灣劣質油品事件，高雄市政府衛生局接獲高雄空廚主動通報，其代工的統一超商三鮮燒賣裡頭的肉燥原料使用強冠企業「全統香豬油」。高雄空廚共生產91噸，其中7.4噸燒賣回收封存，其餘已流入市面。

## 相關產業
高雄空廚德國豬腳及蛋包飯專賣店，為高雄空廚旗下位於百貨公司美街經營的業務，於台灣北中南地區皆有據點。

## 食品廠
| 廠區                      | 地址                                  |
| ------------------------- | ------------------------------------- |
| 空廚一廠                  | 高雄市小港區山東里中山四路2-10號      |
| 鮮食烘焙廠 （原鮮食二廠） | 高雄市小港區山東里中山四路2-6號       |
| 竹苗三廠                  | 苗栗縣竹南鎮公館里公館仔75-1號        |
| 松山廠 （北區航空事業部） | 台北市松山區敦化北路一段405巷123弄9號 |

## 外部連結
- 高雄空廚 （页面存档备份，存于）（中文）
- 高雄空廚 （页面存档备份，存于）（中文）
- 高雄空廚連鎖餐飲事業的Facebook專頁